# Gambon écarlate
Aristaeopsis edwardsiana
Genre
Espèce
Le gambon écarlate (Aristaeopsis edwardsiana), connu également sous le nom de carabinero, est une crevette, la seule du genre Aristaeopsis.
Caractéristiques :
- couleur écarlate
- rostre avec 3 épines
- carapace sculptée
- grande crevette abyssale

Taille maximale Céphalothorax : 300 mm